# محطة كهرباء غياضة
محطة كهرباء غياضة  هي محطة لتوليد الكهرباء بالغاز الطبيعي، تقع في قرية غياضة الشرقية، محافظة بني سويف، مصر. المحطة مقامة على مساحة 500 ألف متر مربع ويبلغ إجمالي القدرة الكهربائية للمحطة نحو 4800 ميجاوت، وهو ما يكفي لتزويد نحو 15 مليون مواطن مصري بالطاقة الكهربائية. بلغت تكلفة المحطة 2 مليار و500 ألف يورو.
تتكون من 4 بلوكات (دورة مركبة) وكل دورة تنتج 1200 ميجاواط، ليصل إجمالى ما تنتجه المحطة 4800 ميجاواط، وكل بلوك عبارة 2 توربينة غازية و2 غلاية استعادة طاقة وتوربينة بخارية.